# Andrij Klujew
Andrij Petrowycz Klujew, ukr. Андрій Петрович Клюєв (ur. 12 sierpnia 1964 w Doniecku) – ukraiński polityk, z wykształcenia inżynier górnictwa. Brat Serhija Klujewa.

## Życiorys
Absolwent politechniki donieckiej. Początkowo pracował w górnictwie. Od 1991 zajmował kierownicze stanowiska w przedsiębiorstwach przemysłowych w Doniecku. W latach 1998–2002 był zastępcą szefa administracji w obwodzie donieckim.
W 2002, 2006, 2007 i 2012 uzyskiwał mandat deputowanego do Rady Najwyższej z rekomendacji Partii Regionów. Od grudnia 2003 do grudnia 2004 i od sierpnia 2006 do grudnia 2007 pełnił funkcje wicepremiera w rządach Wiktora Janukowycza.
W marcu 2010 po raz kolejny wszedł w skład rządu jako pierwszy wicepremier w gabinecie Mykoły Azarowa. Został też ministrem rozwoju gospodarczego i handlu. Odwołano go w lutym 2012, po czym został powołany na urząd sekretarza Rady Bezpieczeństwa Narodowego i Obrony Ukrainy. W styczniu 2014 nominowany na szefa Administracji Prezydenta Ukrainy. Odwołany po miesiącu w związku ze zmianą władzy na Ukrainie.
W 2023 odebrano mu ukraińskie obywatelstwo.